# Sinfonía n.º 6 (Nielsen)

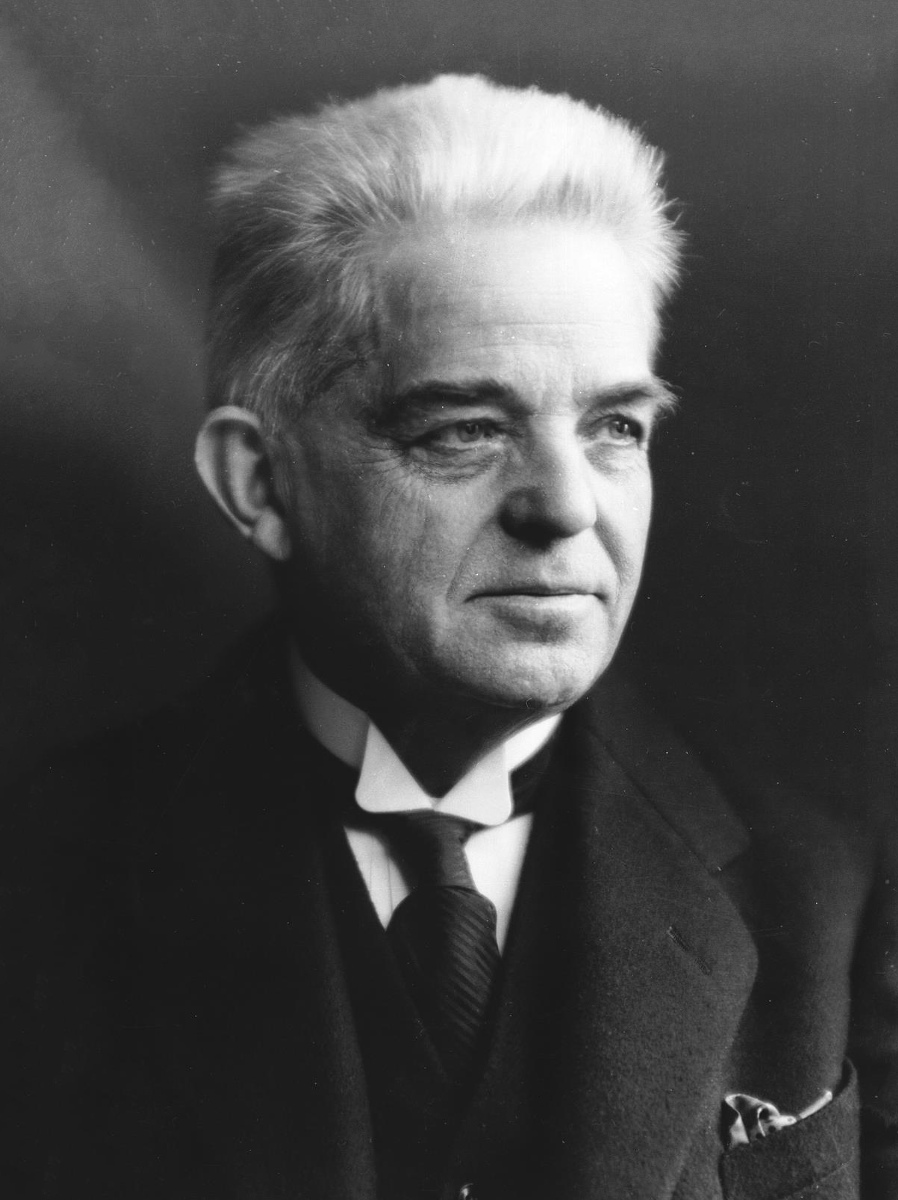
Carl Nielsen 1931

La Sinfonía No. 6, "Simple" de Carl Nielsen es una composición para orquesta compuesta en 1925.

## Composición
En el último período de su actividad creativa, Carl Nielsen mostró un creciente interés por la música de cámara, donde se destacan con particular énfasis las cualidades sonoras de cada instrumento individual. Este interés encontró expresión en su Quinteto para instrumentos de viento, compuesto en 1922. que revela la versatilidad del genio musical de Nielsen. Robert Simpson en su libro Carl Nielsen Symphonist (1952) observó cómo “se aventuró con éxito en casi todos los géneros musicales; fue un escritor vocal por temperamento, y como profundo conocedor del carácter humano, combinado con una correcta evaluación de las situaciones dramáticas, hizo que sus obras fueran más efectivas”. Después del Quinteto, el interés por la música de cámara también se manifestó en obras posteriores de Nielsen, como es el caso del Concierto para flauta (1925-26) y su Sexta Sinfonía, que comenzó en agosto de 1924 y finalizó el 5 de diciembre de 1925. Se estrenó el 11 de diciembre del mismo año en Copenhague durante un festival especial organizado para celebrar el 60 cumpleaños del compositor ocurrido seis meses antes

## Estructura
Para su última sinfonía, Nielsen vuelve a la tradicional división en cuatro movimientos, a la que había renunciado en la Cuarta y Quinta Sinfonías. Esta elección no debe considerarse como un retorno al modernismo de la Quinta Sinfonía que tanto escándalo había causado; por el contrario Nielsen revela indiscutiblemente en su actividad musical una clara disponibilidad hacia el futuro, particularmente en el campo sinfónico donde se pueden captar anticipaciones y referencias a un complejo clima europeo que desde el impresionismo lleva a Arthur Honegger, en algunos aspectos se alinea con Ralph Vaughan Williams, incluso anticipando a Shostakóvich. Si el músico danés se mantuvo apartado de las tendencias de los años veinte, su soledad operativa le permitió la evolución de un lenguaje musical, de una calidad armónica liberada tanto de Wagner como de Brahms. Para esclarecer las intenciones del autor al componer la Sexta Sinfonía, valen más que nada las palabras del propio Nielsen, quien afirmó haberla escrito "con la misma alegría sencilla por el sonido puro que tenían los antiguos compositores a cappella"; toda insinuación a una referencia extramusical, como en el caso de la Cuarta Sinfonía, da paso aquí al omnipotente principio de la sencillez.
- I. Tempo giusto

El comienzo del primer movimiento, introducido por una nota repetida del glockenspiel, es anunciado por los suaves movimientos de las cuerdas; la adopción de claras técnicas de fugato y simples cambios del canon distinguen la composición del movimiento, que sin embargo no se queda sin un desarrollo dramático. Poco antes de la conclusión la música sube de intensidad y las distintas secciones orquestales parecen querer entrar en conflicto entre sí (como en el primer movimiento de la Quinta Sinfonía) en un amplio y complejo entrelazamiento polifónico. En el finale, las cuerdas repiten el tema introductorio y el movimiento se desvanece en silencio con las últimas notas confiadas al timbre vidrioso del glockenspiel y los vientos sonando en piano.
- II. Humoreske: Allegretto

Este segundo movimiento breve se caracteriza por la renuncia de Nielsen a las sonoridades de las cuerdas y por la falta de desarrollo temático, ya que los diversos instrumentos se limitan a intervenciones breves, a menudo solistas (según un procedimiento que recuerda el tercer movimiento de la Primera Kammermusik de Paul Hindemith). El humor de este movimiento se resuelve en una caricatura del "estilo puntillista" de la Escuela de Viena. (en particular de la música de Webern); el efecto caricaturesco es acentuado por las intervenciones entrecortadas de los fagots y sobre todo por los glissandos del trombón (que a su vez recuerdan el Intermezzo interrumpido del Concierto para orquesta de Béla Bartók). En una carta a su hija Anne Marie, Nielsen quiso aclarar: "En mi nueva sinfonía escribí un movimiento lleno de contrastes para los pequeños instrumentos de percusión -el triángulo, el carillón y el tambor militar- que se pelean entre sí conservando su propios gustos y preferencias. Los tiempos están cambiando. ¿Hacia dónde va la música? ¿Qué durará? ¡No sabemos! Esta idea se inserta en mi Humoresque ... " Al igual que el primero, este movimiento también termina en silencio, con las últimas notas del triángulo, el tambor y el glockenspiel.
- III. Proposta seria: Adagio

Si en el segundo movimiento las cuerdas se mantienen mudas, en el tercero adquieren protagonismo, introduciendo un tema de fuga “muy intenso”, que puede parecer canónico pero no elaborado según una técnica de fuga eficaz. El título del movimiento parecería sugerir que el autor, tras el interludio jocoso y alegre del anterior movimiento humorístico, quiere volver a temas más serios para atraer la atención del oyente. Sin embargo, la “propuesta seria” no parece sustentarse de manera convincente, pues se produce un retorno al tema del inicio que sugeriría la idea de un replanteamiento, mientras la música adquiere un tono cada vez más apagado. hasta silenciarse de repente tras los últimos acordes de las cuerdas bajas.
- IV. Tema con variazioni

Para el final de la sinfonía, Nielsen elige la forma de un movimiento con variaciones, en el que hace uso de los medios compositivos a su disposición, además del gran dominio del arte de la variación que rivaliza con los de Brahms y Tchaikovsky. Además, la elección del tema con variaciones puede interpretarse como un residuo romántico (presente también en las obras de cámara de Nielsen que lo compara con Max Reger), pero más productivo que las influencias iniciales tomadas en préstamo de Johan Svendsen. Orquestado con notable destreza (obsérvese el solo de xilófono en la parte que precede a la coda, en estrecho diálogo con el tambor y el bombo), este movimiento concluye dignamente la sinfonía y revela a Nielsen como uno de los exponentes más válidos del nacionalismo musical de principios del siglo XX.

## Discografía parcial
- Orquesta Filarmónica de la BBC, John Storgårds (Chandos)
- Orquesta Sinfónica de la Radio Danesa, Thomas Jensen (Danacord)
- Orquesta Sinfónica de la Radio Danesa, Michael Schønwandt (Alliance)
- Göteborgs Symfoniker, Neeme Järvi (Deutsche Grammophon)
- Orquesta Filarmónica Janáček, Theodore Kuchar (Clásicos Brillantes)
- Orquesta Sinfónica de Londres, Ole Schmidt (Conceptos musicales)
- Orquesta Sinfónica Nacional de Irlanda, Adrian Leaper (Naxos)
- Orquesta de Filadelfia, Eugene Ormandy (Sony BMG)
- Radio Sinfonie-Orchestre Frankfurt, Paavo Järvi (RCA BMG)
- Orquesta Real Danesa, Paavo Berglund (RCA BMG)
- Real Orquesta Escocesa, Bryden Thomson (Chandos)
- Orquesta Sinfónica de San Francisco, Herbert Blomsted (Decca) Referencia
- Orquesta Sinfónica de la Radio Sueca, Esa-Pekka Salonen (Sony BMG)